# La Route (film, 1972)
Pour les articles homonymes, voir La Route.
Pour plus de détails, voir Fiche technique et Distribution.
La Route est un film français réalisé en 1972 par Jean-François Bizot, sorti en 1975.

## Fiche technique
- Titre : La Route
- Réalisation : Jean-François Bizot
- Scénario : Jean-François Bizot et Patrick Rambaud
- Photographie : Jean-Paul Savignac, Patrice Wyers et Jean-Marie Estève
- Montage : José Varela
- Musique :  Georges Ohanessian
- Production : Stephan Films (Véra Belmont)
- Pays d'origine :  France
- Durée : 90 minutes
- Date de sortie : France, 16 avril 1975

## Distribution
- Pierre-Louis Morin
- Féodor Atkine
- Georges Ohanessian
- Léon Mercadet
- Jean-Pierre Lentin